# Palazzina Vincenti
Palazzina Vincenti – budynek mieszkalny z widokiem na Balluta Bay w St. Julian’s na Malcie. Został zbudowany w 1948 roku przez architekta Gustavo Romeo Vincentiego jako jego własna rezydencja i jest uważany za jeden z najlepszych przykładów architektury modernistycznej w swoim kraju. Od 2021 roku proponuje się wyburzenie budynku i zastąpienie go hotelem.

## Historia
Palazzina Vincenti została zaprojektowana przez Gustavo Romeo Vincentiego, wybitnego maltańskiego architekta, jako jego osobista rezydencja. Został określony jako uosobienie jego własnego rozwoju architektonicznego, w którym przyjął styl modernistyczny w przeciwieństwie do Art Nouveau i art déco, które miały wpływ na jego wcześniejsze prace. Budynek został zbudowany w 1948 roku, a Vincenti mieszkał w nim aż do śmierci w 1974 roku. Syn architekta, Hilaire Vincenti, mieszkał tam aż do swojej śmierci w 2019 roku.
W roku 2019 architekt Edward Said złożył wniosek do Planning Authority (PA) o ustalenie harmonogramu budowy. Do roku 2021 nieruchomość została podzielona między kilka właścicieli, w tym dewelopera Carlo Stivalę; niektóre części budynku były w opłakanym stanie. W listopadzie 2021 roku poinformowano, że Stivala złożył wniosek do AP o wyburzenie budynku i zastąpienie go 14-piętrowym hotelem zaprojektowanym przez architekta Roberta Musumeciego. W następstwie tej propozycji Superintendence of Cultural Heritage, partia polityczna ADPD i inne organizacje i osoby prywatne, w tym burmistrz St. Julian’s, wielokrotnie wzywały do zachowania budynku, powołując się na jego znaczenie historyczne i architektoniczne. W dniu 17 grudnia 2021 roku PA wydała Emergency Conservation Order, przyznając budynkowi status zabytku 1. klasy na okres jednego roku.

## Architektura

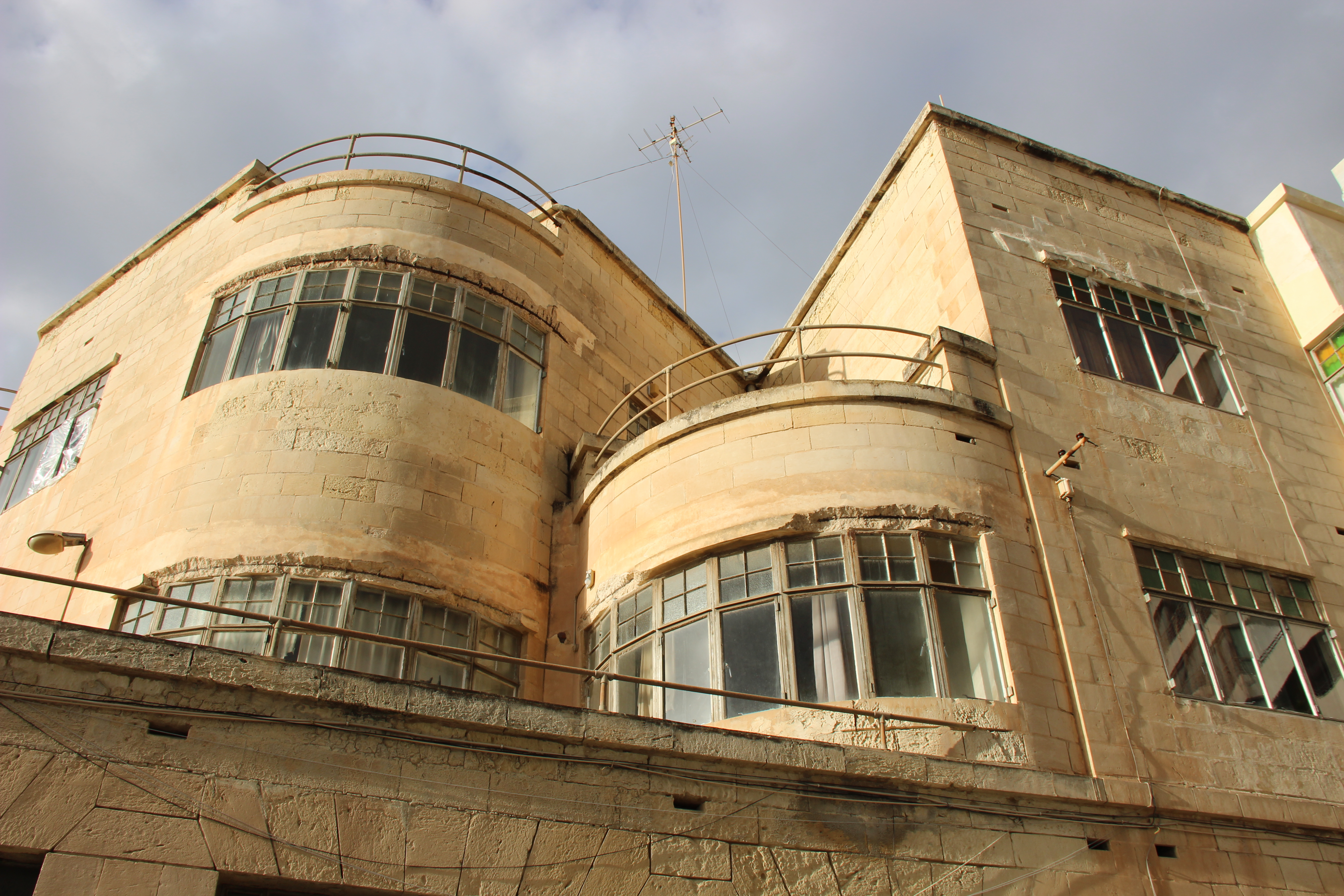
Długie poziome okna Palazzina Vincenti

Palazzina Vincenti jest jednym z najlepszych przykładów architektury modernistycznej na Malcie i jest jednym z najwcześniejszych budynków mieszkalnych tego stylu w kraju.
Budynek składa się z szeregu zaokrąglonych pomieszczeń zbudowanych na grupie garaży. Elewacje charakteryzują się gładkimi wapiennymi ścianami z długimi poziomymi oknami i wspornikowymi betonowymi balkonami z surowymi stalowymi balustradami. Wewnątrz rezydencji znajduje się wielkie foyer, sufity z płyt waflowych i wydatna klatka schodowa zbudowana z betonu.
W budynku znajduje się również tunel, który prowadzi do brzegu Balluta Bay.